# Clube Operário Desportivo
O Clube Operário Desportivo é um clube desportivo português da cidade da Lagoa, na ilha de São Miguel, arquipélago dos Açores.
O clube foi fundado em 1948, sendo atualmente Presidente da Assembleia Geral (e sócio nº 1) Fernando Jorge Moniz, Presidente da Direção Paulo Juromito e Presidente do Conselho Fiscal Rui Almeida.
 

A equipa sénior tem como treinador principal Emanuel Simão e participa no Campeonato Futebol dos Açores, disputando os seus jogos caseiros no Estádio João Gualberto Borges Arruda, na Lagoa, com capacidade para 2 500 espetadores, e dotado de piso sintético.